# Davide Iodice
 (juillet 2016).
 (juillet 2016).
Si vous disposez d'ouvrages ou d'articles de référence ou si vous connaissez des sites web de qualité traitant du thème abordé ici, merci de compléter l'article en donnant les références utiles à sa vérifiabilité et en les liant à la section « Notes et références ».
Davide Iodice, né en 1968 à Naples, est un réalisateur et un dramaturge italien. 

## Biographie
Diplômé en réalisation de l'Académie nationale d'art dramatique de Rome. Il fonde en 1992 avec d'autres artistes la compagnie Libera mente. De 1995 à 1999 il collabore avec le "Centro di Ricerca Teatro Nuovo di Napoli" dont il devient co-directeur artistique. Il collabore également avec la compagnie Nostra Signora dei Turchi de Carmelo Bene, avec Carlo Cecchi et avec le Teatro di Leo. Puis il travaille pour le théâtre pédagogique de l'hôpital psychiatrique S.Maria della Pietà de Rome. En 1999 en collaboration avec Mauro Maggioni il crée la pièce Io non mi ricordo niente, avec l'actrice Anna Ferruzzo.
Il a réalisé des œuvres radiophoniques pour Radio 3 Rai avec la collaboration de Goffredo Fofi et Maurizio Braucci et un court métrage sur les périphéries avec la collaboration de Roberta Torre, Pasquale Pozzessere, et Giovanni Maderna.
Il est marié à la femme de lettres italienne Valeria Parrella.

## Œuvres théâtrales
- La morte di Empedocle d'après Friedrich Hölderlin (1990)
- Uscita d'emergenza de Manlio Santanelli (1992)
- Dove gli angeli esitano (1993)
- Grande Circo Invalido d'après Marco Lodoli (1994)
- Nella solitudine dei campi di cotone de B.M. Koltes (1995)
- Senza naso né padroni, una specie di Pinocchio de Marcello Amore et Sergio Longobardi (1995)
- Che bella giornata! d'après Cristoforo Colombo de Michel de Ghelderode (1996)
- Core pazzo de et avec Nino D'Angelo (1996)
- Storia spettacolare di Guyelmo El Pesado che voleva rovesciare il mondo de Maurizio Braucci (1997)
- I Bambini della città di K, d'après Agota Kristof (1998)
- La Tempesta, dormiti gallina dormiti d'après William Shakespeare (Premio Ubu 1999, Premio Teatro a Napoli 2000)
- Io non mi ricordo niente, de Davide Iodice et Mauro Maggioni (1999)
- The Crowded stomach, spectacle de théâtre et danse avec Benji Reid pour le Yorkshire Dance de Leeds (2000)
- I Giganti, favola per la gente ferma avec le Circo Roys de la famille Minetti, d'après Luigi Pirandello pour la Biennale de Venise et les Festivals de Berlin (de) (2001)
- Dammi almeno un raggio di sole, hommage à Federico Fellini réalisé par Davide Iodice et Rojsten Abel pour Santarcangelo dei Teatri (2002)
- Il commencement del commencement de divers auteurs, dans le cadre de la "rassegna Legami" pour le Teatro San Leonardo de Bologne (2002)
- Il giardino nero d'après Agota Kristof (2003)
- Appunti per uno spettacolo italiano, d'après Pier Paolo Pasolini dans le cadre du "progetto Petrolio" pour le Mercadante Teatro stabile di Napoli de Naples (2003)
- La bellezza (2004)
- Ex Volto, projet anthropologique pour la Valtellina (2004)
- Psicosi 4.48/cantico d'après Sarah Kane(2005)
- Il costruttore d'Imperi de Boris Vian (2005)
- Zingari de Raffaele Viviani pour le Teatro Mercadante (2006)
- Il verso dell'acqua, projet anthropologique pour l'"area flegrea" sur des textes de Mimmo Borrelli (2007)
- 'A Sciaveca de Mimmo Borrelli, ("Premio Girulà Teatro a Napoli" 2009) pour le Teatro Mercadante
- Mangiare e Bere. Letame e Morte. début au festival "Benevento" Città Spettacolo (2014)
- Mettersi nei panni degli altri | vestire gli ignudi ("Interno5", Mercadante Teatro Stabile di Napoli, Ex dormitorio pubblico di Napoli; 2014)
- Euridice e Orfeo de Valeria Parrella (Teatro Bellini de Naples; 2015)
- Drömmar (Folkteatern (sv) de Göteborg; 2016)

## Prix
- Prix de la Société italienne d'auteurs dramaturges (SIAD, Società Italiana Autori Drammatici) 1991;
- Mention spéciale Premio Nazionale ETI Scenario 1993 avec Dove gli angeli esitano;
- Premio Lo Straniero 1996 pour Che bella Giornata;
- Premio Speciale Ubu 1999 pour La Tempesta, dormiti gallina dormiti;
- Premio Girulà Teatro a Napoli 2000 pour la réalisation et le spectacle La Tempesta, dormiti gallina dormiti;
- Premio Girulà Teatro a Napoli 2009 pour le spectacle 'A Sciaveca, de Mimmo Borrelli.